# جاسم المالود
جاسم المالود (20 مايو 1987) لاعب كرة قدم بحريني يلعب حاليا لصالح نادي الدرجة الأولى النجمة البحريني في مركز قلب الدفاع من 2005 كما يجيد اللعب في مركز الظهير الأيمن.

## الإنجازات
- كأس ملك البحرين (2): 2006، 2007